# Crema catalana

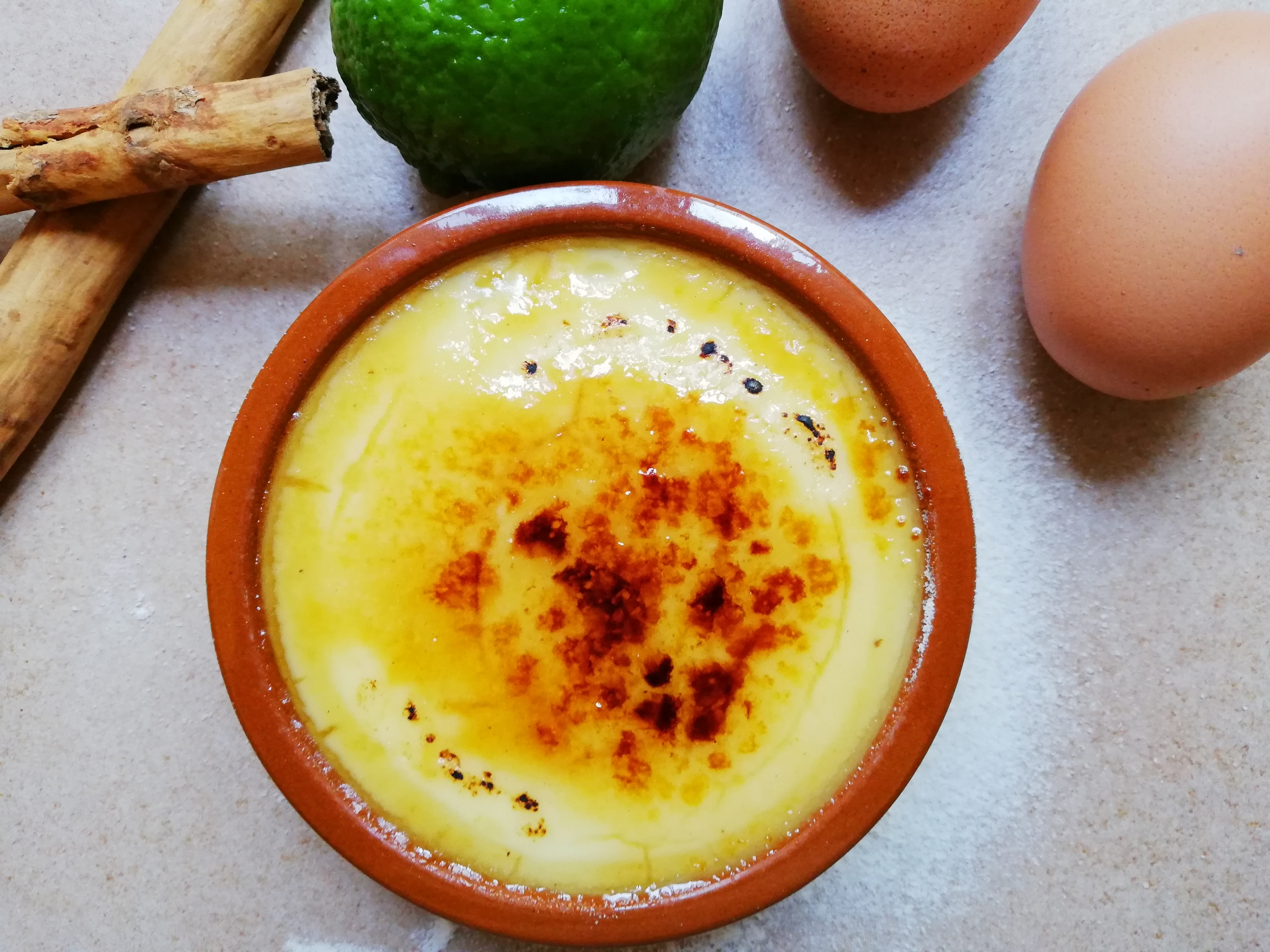
Crema catalana

Crema catalana, kataloński custard – tradycyjny kataloński deser, przygotowywany na bazie mleka, cytryny, żółtek, wanilii, cynamonu i mąki kukurydzianej. Zazwyczaj jego powierzchnię stanowi karmelizowany cukier.
Podobny do francuskiego crème brûlée, ale przygotowywany na bazie mleka, nie śmietany.
W Katalonii jada się go najczęściej w dzień świętego Józefa (19 marca).